# Gunda (film)
Pour l’article homonyme, voir Gunda (prénom).
Pour plus de détails, voir Fiche technique et Distribution.
Gunda est un film documentaire de 2020 réalisé, co-écrit et co-édité par Viktor Kossakovski. Le film suit la vie quotidienne d'une truie, de deux vaches et d'un poulet unijambiste. Joaquin Phoenix en est le producteur exécutif, lui-même vegan.
Le film a été présenté en première mondiale à la Berlinale 2020 (festival international du film de Berlin) le 23 février 2020. Il est sorti aux États-Unis le 16 avril 2021. 

## Synopsis
Tourné en noir et blanc et sans dialogue, le film suit la vie quotidienne de la truie nommée Gunda et de ses porcelets, de deux vaches, et d'un poulet unijambiste. Le film se conclut sur la disparition des porcelets, menés à l'abattoir, et sur la panique et la détresse de leur mère. Le documentaire a été tourné dans des fermes et des sanctuaires en Norvège (Gunda habitant à la ferme Grøstad, à Tønsberg) en Espagne et au Royaume-Uni.

## Sortie
Le film a été présenté en avant-première mondiale à la Berlinale 2020, le 23 février 2020. Peu après, la société de distribution américaine Neon a acquis les droits de distribution du film aux États-Unis. Il a été projeté au Festival du film de New York le 19 septembre 2020 et au Festival du film d'Adélaïde en octobre 2020. Le film est sorti aux États-Unis le 16 avril 2021. 
Malgré sa sortie en salle aux Etats-Unis, le film n'a toujours pas de distributeur français en janvier 2022.

## Accueil
Gunda a reçu des commentaires positifs de la part des critiques de cinéma. Il a obtenu une note de 97 % sur le site d'agrégation de critiques Rotten Tomatoes, sur la base de 50 critiques positives et d'une critique négative, avec une moyenne de 8,1/10. Le consensus du site indique que « Gunda jette un regard méditatif et absorbant sur la vie à la ferme du point de vue des animaux, posant tacitement des questions sur notre relation à la nourriture ». Metacritic rapporte un score de 89 sur 100, basé sur 13 critiques, équivalent d'une « acclamation universelle ».
Écrivant pour le New York Times, Manhola Dargis décrit le documentaire comme « sublimement beau et profondément émouvant ». De même, Eric Kohn d'Indiewire a fait l'éloge du documentaire, le décrivant comme « un cas visionnaire pour le véganisme en noir et blanc ». Guy Lodge de Variety affirme que « les images d'une beauté radieuse et la narration doucement immersive du film ne sont pas au service d'un message unique et intimidant, mais d'une vision plus large et holistique de la place que nous occupons, ainsi que les animaux que nous élevons, utilisons et consommons, dans un même cercle de vie ». 